# Johann Georg Siehl-Freystett

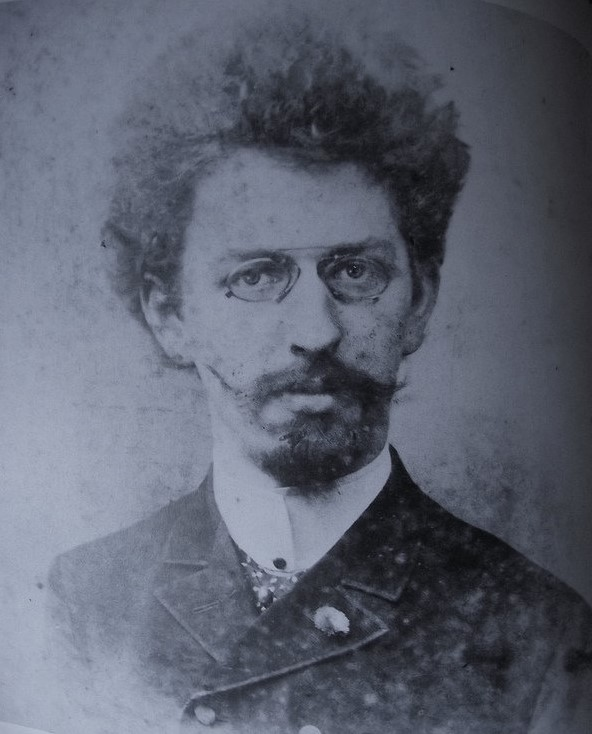
Porträt Johann Georg Siehl-Freystett, ca. 1895

Johann Georg Siehl, ab 1906 Johann Georg Siehl-Freystett, (* 16. Februar 1868 in Freistett; † 15. August 1919 in Rüstringen bei Wilhelmshaven) war ein deutscher Maler. Der Marine- und Landschaftsmaler setzte sich intensiv mit der Situation und Entwicklung der erst hundertjährigen Geschichte der Stadt Wilhelmshaven auseinander.

## Werdegang
Als Johann Georg Siehl 1868 im badischen Freistett geboren wurde, war die nach dem preußischen König Wilhelm I. benannte und zum Kriegshafen bestimmte Stadt Wilhelmshaven offiziell noch gar nicht gegründet. Freystett kam aus ärmlichen Verhältnissen und war der Sohn des Rheinschiffers Johann Georg Siehl (1842–1871) und dessen Ehefrau Dorothea geb. Haus (* 1842). Da die Familie finanziell nicht in der Lage war, ihm die gewünschte Ausbildung zum Maler zu ermöglichen, begann er 1884 eine Anstreicherlehre in seiner Heimatstadt. Schon zu dieser Zeit fertigte er autodidaktische erste Landschaftsbilder an.
Im Jahr 1887 trat er in Wilhelmshaven seinen Militärdienst bei der Kaiserlichen Marine an. Als Zeichner offenbar talentiert, scheiterte Freystetts Versuch, sich an der Karlsruher Kunstakademie einzuschreiben. In Wilhelmshaven existierte zu dieser Zeit existierten bereits eine zweite künstliche Hafeneinfahrt und die damals größte Kaserne Deutschlands, jedoch kein Rathaus, kein Theater und nicht ein Museum oder eine öffentliche Kunstsammlung. In realistischer Einschätzung der Situation betrieb er zunächst ab 1892 ein Fotoatelier, ehe er 1906 – weiterhin ohne akademische Ausbildung – zu freier künstlerischer Tätigkeit überging. Im gleichen Jahr fügte er den Namen seines Geburtsortes Freystett seinem Familiennamen an. Ein mit „J. G. Siehl“ signiertes Bild wurde von ihm 1905 gemalt, das den Eingang zur Landesausstellung 1905 in Oldenburg mit der von Adolf Rauchheld errichteten Haupthalle wiedergibt.

## Kunstrichtung
Die aus Barbizon kommende Landschaftsmalerei spielte auch in der Oldenburger Landschaft in den ersten beiden Jahrzehnten des 20. Jahrhunderts eine dominierende Rolle. Insbesondere Georg Müller vom Siel war in der von ihm gegründeten Künstlerkolonie Dötlingen ein typischer Vertreter dieser vorwiegend agrarisch ausgerichteten Darstellungen. In der ersten Zeit schloss sich Johann Georg Siehl-Freystett dieser Richtung an, wie auch seine typischen Dötlinger Motive von dem Urstromtal der Hunte zeigen. Neue Darstellungsinhalte berührten am Rande die ursprünglichen Landschaftsmotive. Die Industrie lieferte hier neue sichtbare Akzente. Wie von den Malern der Künstlergruppe „Brücke“ die Ziegeleien der Friesischen Wehde mit ihren leuchtend-roten Dachflächen, erfasste Siehl-Freystett die stählernen Schiffe, Helgen und Maschinen der kaiserlichen Werft in Wilhelmshaven, wobei er die Sicht der Kamera behielt und in seiner konservativen Grundhaltung realistisch-wirklichkeitsnah und mit nur geringen impressionistischen Zugaben arbeitete.
Freystetts favorisierte Motive waren die Wilhelmshavener Kaiser-Wilhelm-Brücke sowie der Schiffbau, zu denen er 1910 bzw. 1911 erste Studien und Zeichnungen anfertigte. Das Triptychon „Schiffbau“ wurde 1913 fertiggestellt. Im selben Jahr bezog er ein Malerhaus in der Kantstraße. Inzwischen konnte er von den Verkäufen seiner Kunst in Marinekreisen leben und organisierte mit dem ehemaligen Chef der in Wilhelmshaven ansässigen Marinestation Friedrich von Baudissin eine Initiative für den Bau der ebenfalls 1913 eröffneten Kaiser-Friedrich-Kunsthalle und des dazugehörigen Vereins der Kunstfreunde für Wilhelmshaven.

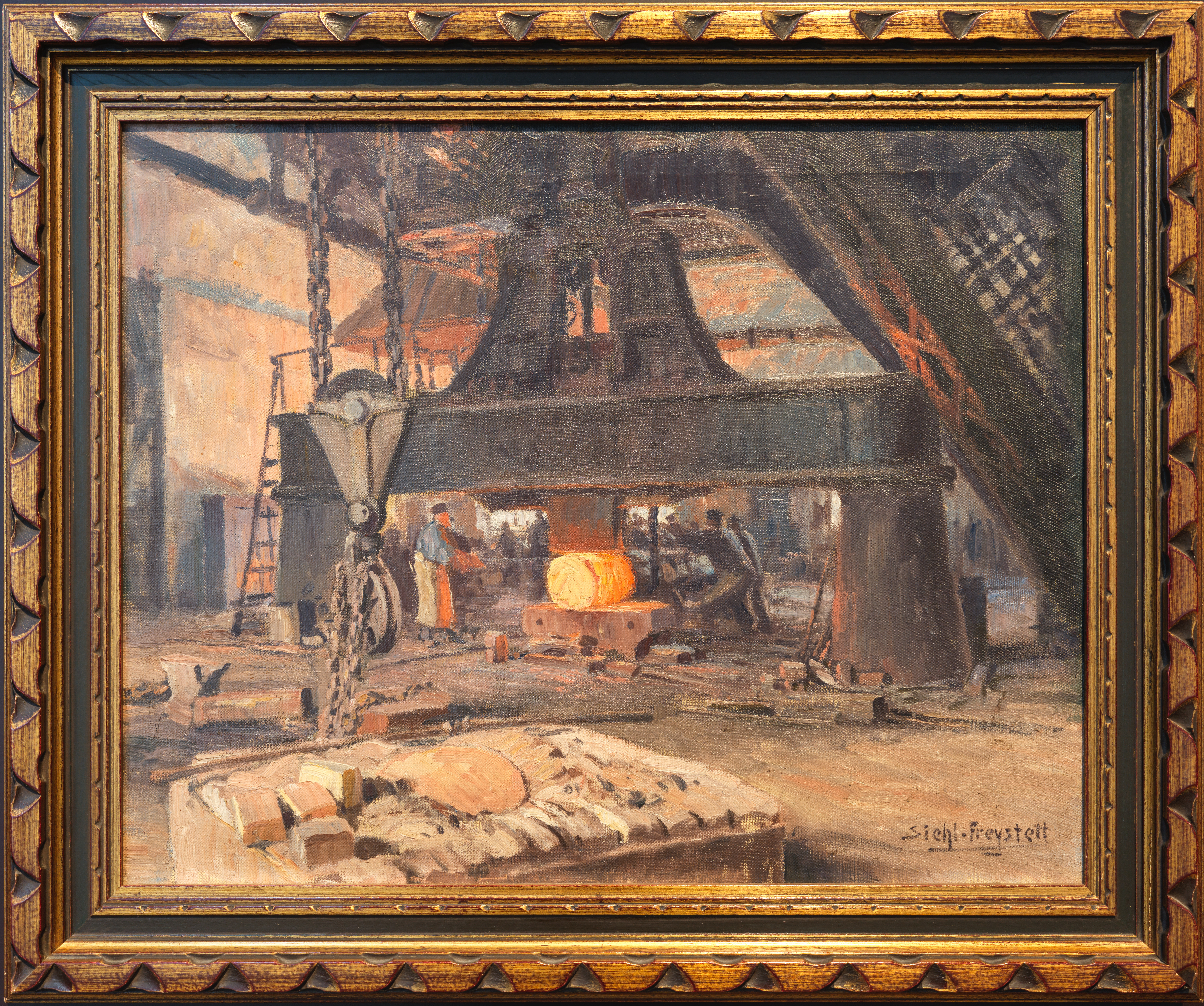
Ölbild Dampfhammer um 1900

Bei Kriegsausbruch im August 1914 meldete er sich erneut freiwillig zur Marine, die ihn als Zeichner einsetzte. In seinem Werk dominierte in der Folgezeit die patriotische, militärische Marinemalerei mit den Motiven deutscher Kriegsschiffe und Seeschlachten. Weiterhin zeigten seine Bilder aber auch Häuser und Plätze Wilhelmshavens und der näheren Umgebung sowie die Kais und Küsten bei Wind und Wetter. Damit gelang es dank Freystett, in seinen Bildern eine Vorstellung der Hafenstadt vor den Zerstörungen des Zweiten Weltkrieges zu erhalten.
Der oldenburgische Großherzog Friedrich August (1853–1931) teilte seine persönlichen Ambitionen für die Seefahrt und Marine mit dem auf der Durchreise nach Wilhelmshaven des Öfteren zu Besuch weilenden Kaiser Wilhelm II. Das Gemälde seiner Yacht Lensahn mit dem Segelschulschiff Herzogin Sophie Charlotte vor dem Rotesand-Leuchtturm ließ er von Johann Georg Siehl-Freystett malen.
Aus seiner konservativen Haltung heraus stand Freystett auch der Novemberrevolution von 1918 ablehnend gegenüber und rief noch kurz vor seinem Tod in einer Zeitungsanzeige 1919 zur Gründung einer „unpolitischen“ Bürgerwehr auf. In seinem Todesjahr wurde in der Kunsthalle Wilhelmshaven eine Gedächtnisausstellung mit 249 Gemälden und 60 Druckgrafiken eingerichtet. In der Folgezeit gingen viele seiner Werke verloren und so standen für die zweite Retrospektive seines Werkes 1983 nur noch 150 Unikate und 30 Druckgrafiken zur Verfügung.

### Familie
Freystett war zweimal verheiratet. In erster Ehe heiratete Minna Clara Bertha geb. Karth (1876–1900) und in zweiter Ehe Lina geb. Behrmann (1876–1943). Aus der ersten Ehe stammten die beiden Söhne Erich Georg (1895–1955) und Ernst (1898–1918) sowie die Tochter Else (1897–1987).

## Kunstausstellungen im Oldenburger Kunstverein
320. KA vom 21. Februar – 21. März 1907
- Dorfausgang. 85 × 110 cm
- Herbstliche Birken. 85 × 110 cm

321. KA 17. November – 15. Dezember 1907
- Altweibersommer. 110 × 125 cm
- Dämmerung. 110 × 125 cm
- Am Heiderand. 110 × 125 cm
- Interieur. 79 × 96 cm

328. KA 14. November – 15. Dezember 1909
- Wintertag.
- Am Kanal.

340. KA 16. Februar – 16. März 1913
- Urwald.
- An der Stanze. Kaiserliche Werft in Wilhelmshaven.
- Alte Windmühle.